# 高梘漢城遺址
高梘漢城遺址位於四川省凉山彝族自治州西昌市高梘鄉，文物遺址年代判定為漢。2002年12月27日公佈為四川省第六批省級文物保護單位。